# Johann Gottfried Fleischer
Johann Gottfried Fleischer (* 17. Januar 1799 in Hänichen; † 20. Oktober 1883) war ein deutscher Lehrer, Organist und Autor.

## Leben und Wirken
Johann Gottfried Fleischer war der Sohn eines Gutsbesitzers und Amtsrichters. Nach der Schulausbildung wurde Fleischer vom lutherischen Pfarrer Theile in Lützschena zum Lehrer vorbereitet und bereits 1816 Lehrer an der Schule in Möckern. 1819 erhielt er eine Anstellung als Lehrer in Gohlis, zugleich war er seit 1820 Organist an der St. Jacobskirche in Leipzig. Am 12. November 1869 feierte er sein 50-jähriges Lehrer-Jubiläum und im darauffolgenden Jahr das 50-jährige Dienstjubiläum als Organist zu St. Jacob. Fleischer gehörte den Freimaurern an.

## Publikationen (Auswahl)
- Deutsche Sprachlehre zum Schul- und Privatgebrauch. Leipzig 1866; 2. Aufl. 1871.
- Der Sprachschüler. Aufgaben zur deutschen Sprachlehre. Leipzig 1866; 4. Aufl. 1871.

## Auszeichnungen
- Goldene Medaille zum Königlich Sächsischen Verdienst-Orden